# Brzezina (Skarbimierz)
Brzezina (deutsch Briesen) ist ein Dorf in Niederschlesien. Der Ort liegt in der Gmina Skarbimierz im Powiat Brzeski in der Woiwodschaft Oppeln in Polen.

## Geographie

### Geographische Lage
Das Angerdorf Brzezina liegt am linken Ufer der Oder, rund sieben Kilometer nördlich vom Gemeindesitz Skarbimierz (Hermsdorf), ca. vier Kilometer nordwestlich der Kreisstadt Brzeg (Brieg) und rund 50 Kilometer nordwestlich der Woiwodschaftshauptstadt Oppeln. Der Ort liegt in der Nizina Śląska (Schlesische Tiefebene) innerhalb der Równina Grodkowska (Grottkauer Ebene). Westlich des Dorfes verläuft die Bahnstrecke Brzeg–Breslau.

### Nachbarorte
Nachbarorte von Bierzów sind im Nordwesten Lipki (Linden), im Südosten die Kreisstadt Brzeg und im Süden Zielęcice (Grüningen).

## Geschichte

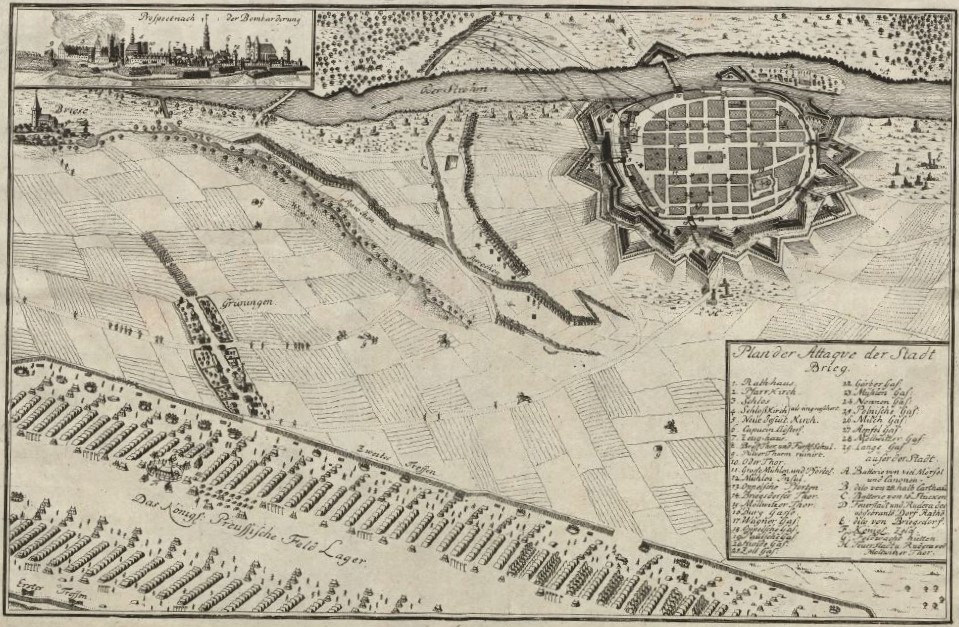
Plan der Belagerung von Brieg 1740–42 – oben links das Dorf Briesen

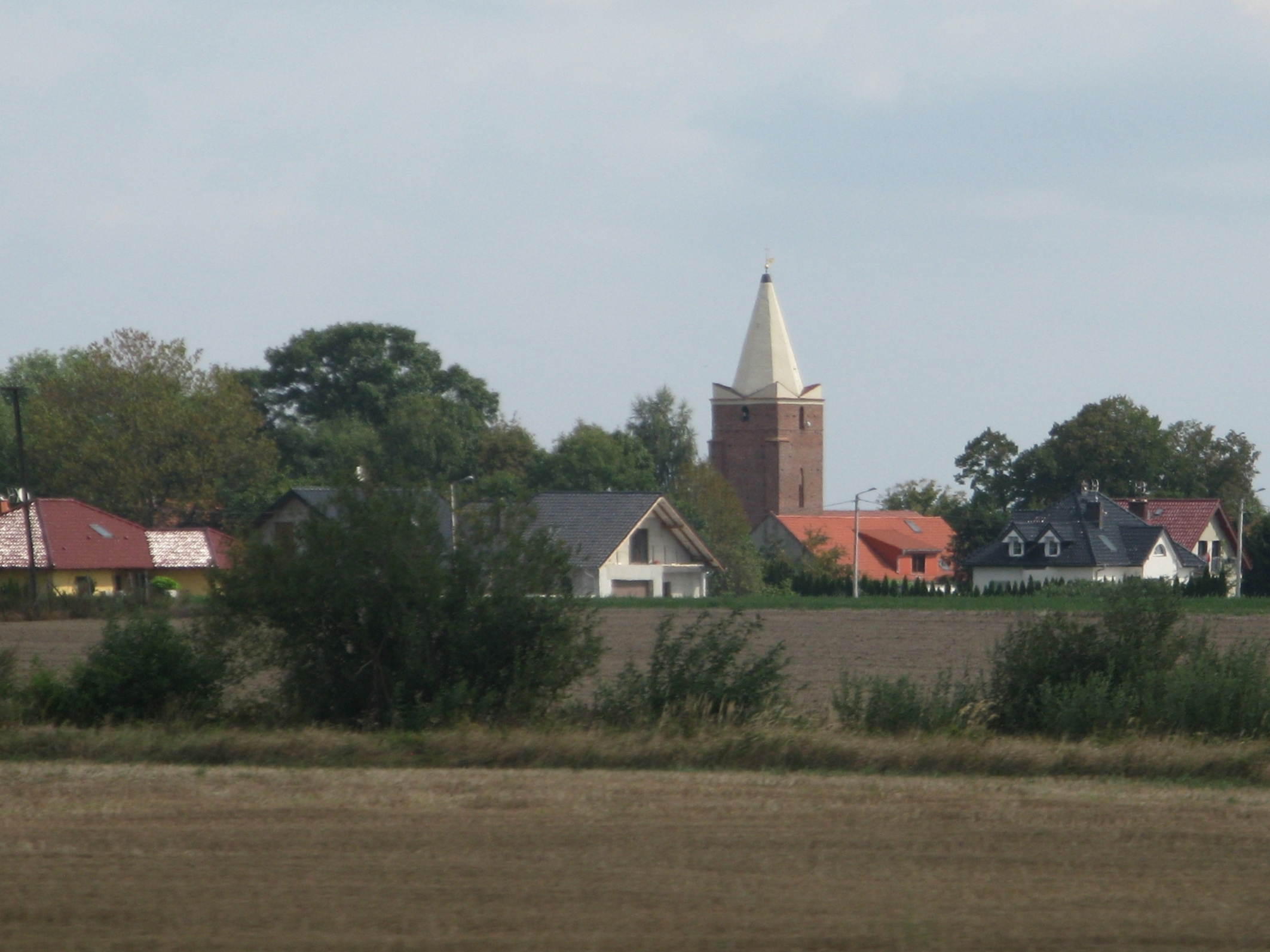
Dorfpartie mit Maria-Rosenkranz-Kirche

Im Breslauer Zehntregister Liber fundationis episcopatus Vratislaviensis aus den Jahren 1295–1305 wird „Bresina“ und dort 1316 eine Kirche erwähnt. Für das Jahr 1352 ist die Ortsbezeichnung Bresin belegt. und für das Jahr 1363 ist die Schreibweise Bresen, ein Jahr später Brezmyr nachgewiesen.
Nach dem Ersten Schlesischen Krieg 1742 fiel Briesen zusammen mit dem größten Teil Schlesiens an Preußen. Nach der Neugliederung Preußens gehörte die Landgemeinde Briesen ab 1815 zur Provinz Schlesien und war ab 1816 dem Landkreis Brieg eingegliedert, mit dem es bis 1945 verbunden blieb. 1874 wurde der Amtsbezirk Rothhaus-Briesen gegründet, welcher die Landgemeinden  Briesen, Linden und Rathau sowie die Gutsbezirke Neu Briesen und Rothhaus umfasste. 1885 zählte der Ort 714 Einwohner.
1933 zählte Briesen 700 Einwohner, 1939 waren es 690 Einwohner.
Als Folge des Zweiten Weltkriegs fiel Briesen wie fast ganz Schlesien 1945 an Polen, wurde in Brzezina umbenannt und der Woiwodschaft Breslau angegliedert. Die deutsche Bevölkerung wurde, soweit sie nicht vorher geflohen war, weitgehend vertrieben. Die neu angesiedelten Bewohner waren zum Teil Heimatvertriebene aus Ostpolen, das an die Sowjetunion gefallen war. 1950 kam der Ort der Woiwodschaft Oppeln und 1999 dem Powiat Brzeski eingegliedert.

## Sehenswürdigkeiten
- Die römisch-katholische Kirche St. Maria Rosenkranz (polnisch Kościół Najświętszej Maryi Panny Różańcowej) ist eine gotische Saalkirche aus dem 14. Jahrhundert. Während der Reformation wurde sie den Protestanten übergeben, die das Gotteshaus bis 1945 genutzt haben. Nach dem Übergang an Polen 1945 und einem Brand wurde die Kirche 1958–59 wiederaufgebaut.[7] Die Kirche steht seit 1964 unter Denkmalschutz.[8]
- Im Westteil des Dorfes steht eine Gedenktafel aus Granit, der sogenannte „Breite Stein“, welcher als Erinnerung an die Pflasterung der Straße nach Breslau durch Herzog Georg II. 1584 errichtet wurde.[7]
- Erhaltene Fundamente des Gefallenendenkmals.

## Vereine
- Fußballverein LZS Brzezina